# Liparogetus
Liparogetus är ett släkte av skalbaggar. Liparogetus ingår i familjen vivlar.
Kladogram enligt Catalogue of Life:
| Liparogetus | \| \| Liparogetus sulcatissimus \| \| \| \| |
|             | \| \| Liparogetus sulcatissimus \| \| \| \| |
|             | Liparogetus sulcatissimus                   |
|             |                                             |